# Anna Szwed-Śniadowska
Anna Helena Szwed-Śniadowska (ur. 3 marca 1955 w Bielsku-Białej, zm. 28 stycznia 2002 tamże) – polska działaczka opozycyjna w latach 70. i 80., członek Studenckiego Komitetu Solidarności w Krakowie oraz krakowskich struktur NSZZ „Solidarność”.

## Życiorys
W czasie studiów polonistycznych na Uniwersytecie Jagiellońskim związała się ze Studenckim Komitetem Solidarności, była sygnatariuszem deklaracji założycielskiej SKS od stycznia 1979 była członkiem redakcji niezależnego pisma Indeks, w latach 1978–1980 kilkukrotnie była zatrzymywana na 48 godzin. Od sierpnia 1980 zaangażowała się w pomoc tworzonym w Krakowie strukturom NSZZ „Solidarność”, w jej mieszkaniu odbyło się jedno z pierwszych zebrań Międzyzakładowego Komitetu Założycielskiego NSZZ, następnie była jednym ze współpracowników MKZ, w grudniu 1980 została członkiem zarządu MKZ, była członkiem redakcji związkowego pisma Goniec Małopolski, należała do organizatorów Wszechnicy Związkowej. Była internowana od 13 grudnia 1981 do 23 czerwca 1982 w Ośrodku Internowania w Gołdapi. Zwolniona z uwagi na stan zdrowia, decyzję o internowaniu uchylono formalnie 2 lipca 1982.
Do 1989 pozbawiona możliwości zatrudnienia, następnie pracowała jako nauczycielka w Zespole Szkół Budowlanych w Krakowie (1989–1990) i w Zespole Szkół Odzieżowych nr 2 w Krakowie (1990–2000). Z uwagi na ciężką chorobę przeszła na rentę w 2000.
W 2001 została odznaczona Złotym Krzyżem Zasługi, w 2006 pośmiertnie Krzyżem Oficerskim Orderu Odrodzenia Polski.
Jest patronką jednej z ulic w dzielnicy Swoszowice w Krakowie.